# 關麟徵
关麟徵（1905年3月19日—1980年8月1日），原名志道，字雨东，中華民國陸軍二級上將，陕西鄠县人，曾任中华民国陆军总司令與陸軍軍官學校校長，青天白日勋章获得者。

## 生平
关1924年受于右任举荐，考入黄埔军校第一期。次年毕业后，关随军参加了对陈炯明的东征，在作战中膝盖受重伤，在廖仲恺的亲自关心下方得免于截肢。其后，关任黄埔军校学生总队队长严重的副官，参加孙文主义学会。1926年，关任中央宪兵团三营营长，参加国民革命军北伐。
1927年，关于南京被任命为国民革命军总司令部直属补充第七团团长。后调任国民革命军第十一师六十一团团长。当时，身为十一师副师长的陈诚欲拉拢关等人反对师长曹万顺，遭到关的反对，自此两人结怨。1928年9月，关升任第十一师步兵三十二旅旅长，次年又任新编第五师副师长。
1930年中原大战期间，关任整编后的中央第二教导师一旅一团团长，在张治中麾下参战，因立有战功，升任该师第二旅旅长。次年，关任第四师十一旅旅长，在河北参与对石友三的围剿。1932年，关部被调往鄂豫皖苏区，参加对中国工农红军的第四次围剿，与邝继勋、陈赓等展开连番激战。红四方面军其后被迫放弃鄂豫皖苏区，关也因功升任第二十五师师长。
1933年3月，关奉命率部北上援助宋哲元部抗击日军，参加长城战役，战斗中，关亲率一团冲锋，身负重伤，被迫撤离战场，战后被授予青天白日勋章。其后关率部驻扎北平，1935年调往洛阳。1936年，关奉命率部进入山西，对东渡黄河的红军东征军进行堵截，先后与红一军团和红二十五军发生战斗。
1936年10月5日，关升任陆军中将，任西北剿匪十一纵队司令，率四个师参与堵截红军西路军。1937年，关升任52軍军长，投入抗日战争。抗战中，关率部先后参与漳河战斗、台儿庄战役、武汉会战、第一次长沙会战等战役。由于他的英勇，时人誉之为“关铁拳”、“關猛”，与“孙钢头”孙连仲并称。
1938年，关升任第三十三军团长，次年又升任第十五集团军总司令，为黄埔军校毕业生中升任集团军总司令的第一人。1941年7月，关就任第九集团军总司令，率部调防云南红河以东的滇越国界，负责中国和越南边境的防务，其间因第五十四军副军长傅正模（土木系）举报副总司令兼军长张耀明（陕西派系），关麟征与陈诚发生面对面激烈冲突，导致陈诚胃疾复发吐血。张耀明被免兼军长，由土木系方天继任第五十四军军长，该军不久调出第九集团军。
1944年12月，關升任中国陆军第一方面军副总司令，第九集团军裁撤。
抗战胜利后，一度被任命为东北保安司令部司令，准备率部与中国共产党争夺东北，但由于陈诚作梗，1945年11月16日蒋介石为了给发动五华山事变的杜聿明形式上的惩戒，令关麟征与杜聿明对调职务，关麟征改任云南警备司令。1945年11月25日，昆明各大学学生罢课示威，反对内战。12月1日，一二一事件发生，关被迫引咎辞职。
1947年，关麟徵接替蒋介石出任中央陆军军官学校校长。1948年1月，关麟徵调任中华民国陆军副总司令。1949年8月，中华民国代总统李宗仁任命关麟徵为陆军总司令，並晉升陸軍二級上將。

## 國共內戰後在香港
同年11月，关见陈诚在台湾受到蒋介石重用，决意隐退，移居香港，次年被正式免去总司令职务。關麟徵雖與陳誠不睦，但素與其陝西同鄉、陳誠土木系中得力幹將胡璉友善，並不因此影響兩人之間友誼，甚至還充滿自信的回答胡璉請教他的「東北戰略」。
关在香港期间不问世事，拒绝参加任何政治组织，以书法和秦腔自娱。另外，關也與胡璉的黃埔同學、自己的舊屬劉玉章結為兒女親家。1975年蒋介石逝世后，关前往台湾吊唁，但拒绝了蒋经国的挽留，仍然回到香港。1980年，关因脑溢血病逝于香港。
關的妹妹關梧枝曾任中華人民共和國陝西省政協委員，因兩岸三地政治情勢分隔，直到1979年關病逝前一年，兄妹才再度相見。關育有兩子分別為關伯男、關伯偼；香港曾謠傳香港女演員關之琳為關之孫女，業經媒體詢問關梧枝，證實是誤傳。關的女兒關伯琨夫婿為黃埔軍校教官柯大澍，內戰後柯大澍移居香港擔任公務員，其子即關麟徵外孫柯愈群為吳氏太極拳高手。